# Порой (община Тетово)
Вижте пояснителната страница за други значения на Порой.
Порой (на македонска литературна норма: Порој; на албански: Poroji) е село в Северна Македония, в община Тетово. 

## География
Селото е разположено в областта Долни Полог на 6 километра североизточно от град Тетово.

## История
В обобщен списък на джизието на немюсюлманите от вилаета Калканделен от 18 юли 1628 година е отбелязано, че Порой има с 20 ханета (домакинства).
В края на XIX век Порой е албанско село в Тетовска каза на Османската империя. Според статистиката на Васил Кънчов („Македония. Етнография и статистика“) от 1900 година Порой е село, населявано от 440 жители арнаути мохамедани.
Според Афанасий Селишчев в 1929 година Порой е център на Джепчищка община с 4 села и има 105 къщи с 630 жители албанци.
Според преброяването от 2002 година селото има 2899 жители.
| Националност     | Всичко |
| северномакедонци | 2      |
| албанци          | 2894   |
| турци            | 0      |
| роми             | 0      |
| власи            | 0      |
| сърби            | 0      |
| бошняци          | 0      |
| други            | 3      |

## Личности
Родени в Порой
- Даут Реджепи (р. 1966), политик от Северна Македония, депутат от ДПА